# Ужоговица

Ужоговица, Ужеговица — река в России, протекает в Слободском районе Кировской области. Устье реки находится в 759 км по левому берегу реки Вятки. Длина реки составляет 22 км.
Исток реки в 18 км к юго-востоку от города Слободской восточнее деревни Нижнее Мочагино (Светозаревское сельское поселение). Река течёт на юго-запад, перед устьем поворачивает на север, протекает деревни Нижнее Мочагино и Ужоговица. Приток — ручей Холодный (левый). Впадает в Вятку шестью километрами ниже города Слободской.

## Данные водного реестра
По данным государственного водного реестра России относится к Камскому бассейновому округу, водохозяйственный участок реки — Вятка от истока до города Киров, без реки Чепца, речной подбассейн реки — Вятка. Речной бассейн реки — Кама.
По данным геоинформационной системы водохозяйственного районирования территории РФ, подготовленной Федеральным агентством водных ресурсов:
- Код водного объекта в государственном водном реестре — 10010300212111100032317
- Код по гидрологической изученности (ГИ) — 111103231
- Код бассейна — 10.01.03.002
- Номер тома по ГИ — 11
- Выпуск по ГИ — 1